# Paracolletes vittatus
Paracolletes vittatus är en biart som först beskrevs av Rayment 1931.  Paracolletes vittatus ingår i släktet Paracolletes och familjen korttungebin. Inga underarter finns listade i Catalogue of Life.